# Aleurocystidiellum disciformis
Aleurocystidiellum disciformis är en svampart som tillhör divisionen basidiesvampar, och som först beskrevs av Augustin Pyrame de Candolle och Fr., och fick sitt nu gällande namn av Boidin, Terra och Paule Lanquetin. Aleurocystidiellum disciformis ingår i släktet Aleurocystidiellum, och familjen Stereaceae. Arten är reproducerande i Sverige.